# Pustolovine Male sirene
Pustolovine Male sirene je francusko-japanska animirana TV serija zasnovana na priči Hansa Kristijana Andersena. Na srpski su 2007. godine sinhronizovane 4 epizode koje su objavljene na 2 DVD-ja. Sinhronizaciju je radio studio Prizor.

## Uloge
| Ime lika                | Ime glumca                                                                       |
| ----------------------- | -------------------------------------------------------------------------------- |
| Princeza Marina, Sesili |                                                                                  |
| Veštica Hedviga, Vini   |                                                                                  |
| Princ Džastin, Narator  |                                                                                  |
| Dadli, Šonsi, Anselm    | Pustolovine Male sirene na srodnim projektima Vikipedije: Podaci na Vikipodacima |